# Lepanthes
Lepanthes er en stor slægt af orkidéer, med 800-1000 arter forekommende på Antillerne og i Mellem- og Syd-amerika fra Mexico til Bolivia, med nogle få arter i det nordvestligste Brasilien.
Næsten alle arter i slægten er ganske små og findes i tågeskov.